# The Desert Trail
The Desert Trail é um filme norte-americano de 1935, do gênero faroeste, dirigido por Cullen Lewis e estrelado por John Wayne e Mary Kornman.

## A produção
O título do filme não tem nada a ver com a história mostrada na tela, como era comum nos faroestes B. A presença do ator cômico Eddy Chandler, no papel do fiel companheiro de John Wayne, divide opiniões: enquanto Hans J. Wollstein entende que sua atuação é de primeira classe, para Leonard Maltin sua escalação foi um equívoco.
Este é o penúltimo trabalho de Wayne para a modesta Lone Star Productions. Ele se mudaria para a Republic Pictures logo em seguida, porém seus dias de estrelato ainda estavam longe de chegar.
The Desert Trail está em domínio público e, portanto, pode ser baixado gratuitamente no Internet Archive.

## Sinopse
John Scott, astro do rodeio, e Kansas Charlie, seu amigo jogador, fogem da cidade quando são falsamente acusados de latrocínio. Dirigem-se para Poker City, atrás de Pete e Jim, os verdadeiros culpados. Eles passam a usar nomes falsos e envolvem-se com os dois criminosos, que os obrigam a assaltar uma diligência.

## Elenco
| Ator/Atriz    | Personagem     |
| ------------- | -------------- |
| John Wayne    | John Scott     |
| Mary Kornman  | Anne           |
| Paul Fix      | Jim            |
| Eddy Chandler | Kansas Charlie |
| Carmen Laroux | Juanita        |
| Lafe McKee    | Xerife         |
| Al Ferguson   | Pete           |
| Henry Hall    | Farnsworth     |